# Западный флигель Монплезира
Западный флигель Монплезира — памятник архитектуры. Расположен в Петергофе, современный адрес дома — восточная часть Нижнего парка.
В Монплезире не были предусмотрены комнаты для придворных чинов и царской семьи, поэтому в первой половине XVIII века были построены боковые флигеля, «покои для фамилии». Два одноэтажных флигеля были сооружены в 1719 году по проекту И. Ф. Браунштейна, западный флигель получил название «палат от Котлина острова».
Фасады обоих флигелей были расчленены рустованными лопатками, на окнах были барочные наличники, по кромке кровли шла балюстрада. В каждом флигеле было восемь комнат-«чуланцев», для каждых двух комнат были сделаны свои сени. Внутри помещения флигеля были оштукатурены.
В 1720 году подрядчик Неупокоев пристроил ещё две комнаты.
На 1985 год использовался для проведения музейных выставок.
Флигель был отреставрирован в 1980—1990-е годы по проекту Е. П. Севастьянова.